# Glenn Cornick
Glenn Douglas Barnard Cornick, né le 23 avril 1947 à Barrow-in-Furness (Royaume-Uni) et mort le  28 août 2014 à Hilo (Hawaï), est un musicien britannique. Il est le premier bassiste du groupe Jethro Tull, de 1968 à 1970, puis forme Wild Turkey l'année suivante.

## Biographie
Après avoir étudié au Barrow-in-Furness Grammar School for Boys, puis avoir déménagé à Blackpool, Glenn joue de la basse avec son premier groupe, The Executives, qui reprend des succès connus dans les clubs et les pubs.  
Puis il rejoint le John Evan's Smash, avec John Evan au piano, Ian Anderson à la flûte et au chant ainsi que le guitariste Mick Abrahams, le groupe opte pour le nom Jethro Tull après l'arrivée du batteur Clive Bunker.  
Il se sépare des autres membres du groupe en 1970 après leur troisième album Benefit. Cornick est « invité » à quitter le groupe par le manager Terry Ellis. Toutefois, il est encouragé par les membres de Jethro Tull dans ses efforts pour créer un autre groupe : il joue d'abord à titre de musicien invité sur l'album And a Cast of Thousands de Leigh Stephens en 1971, puis il forme le groupe Wild Turkey avec Gary Pickford-Hopkins au chant, les guitaristes Graham Williams et Alan 'Tweke' Lewis ainsi que John Weathers à la batterie, futur Gentle Giant. Mais Weathers et Williams le quittent pour rejoindre le Graham Bond's Magick avant d'entreprendre l'enregistrement du premier album : ils sont donc remplacés par Jeff Jones à la batterie et Jon Blackmore à la guitare. Le premier album Battle Hymn sort en 1971 avec cette formation. Après une tournée en Amérique, le guitariste Jon Blackmore le quitte et est remplacé par Mick Dyche, puis le claviériste Steve Gurl, futur Babe Ruth, les rejoint pour le deuxième album Turkey en 1972. Après de maints changements de personnels et de nombreuses tournées, le groupe se sépare finalement après un dernier concert le 24 juin 1974 au Marquee Club de Londres. Puis Gary Pickford-Hopkins se joint au groupe English Rock Ensemble de Rick Wakeman pour l'enregistrement de l'album Journey to the Centre of the Earth en 1974. Il est aussi sur l'album suivant de Wakeman en 1975, The Myths and Legends of King Arthur and the Knights of the Round Table. 
Cornick se rend ensuite à Berlin pour se joindre au groupe allemand Karthago, qui n'a publié qu'un seul album Rock n' Roll Testament en 1975. Puis il déménage aux États-Unis où il forme Paris avec le guitariste Bob Welch, ex-Fleetwood Mac et le batteur Thom Mooney ex-Nazz de Todd Rundgren. Mooney est remplacé sur le deuxième album Big Towne, 2061 par Hunt Sales que l'on retrouve éventuellement avec Tin Machine de David Bowie. Cette coopération se poursuit jusqu'en 1977 : Cornick quitte alors le monde de la musique pour une dizaine d'années et se lance dans une carrière de gestionnaire pour une société du secteur alimentaire, en devenant gérant d'un magasin d'alimentation.
Cornick s'intéresse de nouveau à la musique avec divers projets, dont la reformation du groupe Wild Turkey qui produit quatre autres albums, Stealer of years en 1996, Final Performance en 2000, Live in Edinburgh en 2001 puis le dernier You and me in the jungle en 2006. Sur ce dernier album, on retrouve outre Glenn lui-même à la basse, Gary Pickford-Hopkins au chant, Mick Dyche à la guitare ainsi que Steve Gurl aux claviers ex-Babe Ruth, avec l'aide de Graham Williams à la guitare, John Weathers aux percussions et Clive Bunker à la batterie.

## Discographie

### Jethro Tull

#### Albums studio
- This Was (1968)
- Stand Up (1969)
- Benefit (1970)

#### Albums live
- Living with the Past (2002) - Glenn joue sur Some Day the Sun Won't Shine for You
- Nothing Is Easy: Live at the Isle of Wight 1970 (2004) - CD + DVD
- Live At Carnegie Hall 1970 (2015)

#### Compilations
- Living in the Past (1972)
- 25th Anniversary 4CD Box Set (1993)
- The Very Best Of Jethro Tull (2001)
- 50 For 50 (2019)

### Wild Turkey

#### Single
- Good old days/Life is a symphony (1972)

#### Albums studio
- Battle Hymn (1971)
- Turkey (1972)
- Don't Dare To Forget (1974) - 3 Nouvelles chansons sur ce EP qui en contient 4.
- Stealer of Years (1996)
- You and me in the jungle (2006)

#### Albums live
- Final Performance (2000)
- Live in Edinburgh (2001)
- Live In Wellington 1973 (2014)

#### Compilation
- Rarest Turkey (2002)

### Karthago
- Rock'N'Roll Testament (1975)

### Paris
- Paris (1975)
- Big Towne, 2061 (1976)

### Collaboration
- A cast of thousands de Leigh Stephens (1971)
- It's For You - A New Day Artistes Variés - CD disponible avec le magazine A New Day pour les membres du fan-club de Jethro Tull en 2001. Contient 2 pièces de Jethro Tull, My Sunday Feeling et Bourée, toutes deux enregistrées en concert. Ainsi qu'une pièce de Blodwyn Pig avec Glenn Cornick, Nervous blues.